# 2007 en bande dessinée
 (juin 2019).
Si vous disposez d'ouvrages ou d'articles de référence ou si vous connaissez des sites web de qualité traitant du thème abordé ici, merci de compléter l'article en donnant les références utiles à sa vérifiabilité et en les liant à la section « Notes et références ».
| Années de la bande dessinée : 2004 - 2005 - 2006 - 2007 - 2008 - 2009 - 2010    |
| Décennies de la bande dessinée : 1970 - 1980 - 1990 - 2000 - 2010 - 2020 - 2030 |

Cet article présente les faits marquants de l'année 2007 en bande dessinée.

## Événements
- 22 janvier : lancement du portail de l'ACBD (Association des critiques et journalistes de Bande Dessinée).
- Du 25 au 28 janvier : 34e festival international de la bande dessinée d'Angoulême
- Du 8 au 10 mars : les « 5 jours BD » de Grenoble organisés par Mosquito
- Les 12 et 13 mai : 8e édition de Bédécines
- Les 3 et 4 novembre : 2e édition du Lille Comics Festival
- Le 4 août : le manga One Piece fête ses dix ans de publication dans le Weekly Shōnen Jump.
- Du 17 au 19 août : 72e éditions du Comiket à Tokyo (Japon)
- Du 1er au 4 novembre : Festival de bande dessinée de Lucques (Italie)
- 3 décembre : Jul reçoit le Prix René Goscinny 2007 pour Le Guide du moutard, pour survivre à neuf mois de grossesse.
- Du 29 au 31 décembre : 73e éditions du Comiket à Tokyo (Japon)

## Meilleures ventes en France
1. XIII t. 18 : La Version irlandaise par Van Hamme et Giraud chez Dargaud (286 300 exemplaires)
2. XIII t. 19 : Le Dernier Round par Van Hamme et Vance chez Dargaud (279 900 exemplaires)
3. Largo Winch t. 15 : Les Trois Yeux des gardiens du Tao par Van Hamme et Francq chez Dupuis (218 200 exemplaires)
4. Le Chat t. 14 : La Marque du chat par Geluck chez Casterman (155 600 exemplaires)
5. Naruto t. 27 par Kishimoto chez Kana (130 900 exemplaires)
6. Naruto t. 28 par Kishimoto chez Kana (126 800 exemplaires)
7. Le Petit Spirou t. 13 : Fais de beaux rêves ! par Tome et Janry chez Dupuis (125 100 exemplaires)
8. Astérix et ses amis par un collectif d'auteurs chez Albert René (119 700 exemplaires)
9. Boule et Bill t. 31 : Graine de cocker (119 500 exemplaires)
10. Thorgal t. 30 : Moi, Jolan par Grzegorz Rosiński et Yves Sente chez Le Lombard (119 400 exemplaires)

## Nouveaux albums

### Franco-belge
| Sortie    | Titre                                                              | Scénariste          | Dessinateur                  | Coloriste                           | Éditeur                 |
| --------- | ------------------------------------------------------------------ | ------------------- | ---------------------------- | ----------------------------------- | ----------------------- |
| janvier   | Qui vous a dit que j’étais mort ?                                  | Rémi Lucas          | Rémi Lucas                   | Rémi Lucas                          | FLBLB                   |
| janvier   | Dieu n'a pas réponse à tout (mais Il est bien entouré)             | Tonino Benacquista  | Nicolas Barral               | Delf                                | Dargaud                 |
| février   | Savoir pour qui voter est important                                | Grégory Jarry       | Grégory Jarry                | Grégory Jarry                       | FLBLB                   |
| mars      | Le Spirou de… t. 2 : Les Marais du temps                           | Frank Le Gall       | Frank Le Gall                | Dominique Thomas                    | Dupuis                  |
| Avril     | Le complexe du Chimpanzé Tome 1                                    | Richard Marazano    | Jean-Michel Ponzio           |                                     | Dargaud                 |
| mai       | La Guerre des Sambre - Hugo et Iris : chapitre 1                   | Yslaire             | Jean Bastide & Vincent Mezil | Jean Bastide & Vincent Mezil        | Glénat et Futuropolis   |
| mai       | Jérôme d'Alphagraph t. 4 : Jérôme et Sultana                       | Marie Saur          | Nylso                        | N&B                                 | FLBLB                   |
| mai       | Algernon Woodcock t. 4 : Alisandre le Bel                          | Mathieu Gallié      | Guillaume Sorel              |                                     | Delcourt                |
| juin      | Genetiks t.1                                                       | Richard Marazano    | Jean-Michel Ponzio           |                                     | Futuropolis             |
| 23 août   | Pascal Brutal Tome 2 : Pascal Brutal 2, Le mâle dominant           | Riad Sattouf        | Riad Sattouf                 | Walter, Clémence et Delphine Chédru | Fluide Glacial          |
| 29 août   | Koma t. 5 : Le Duel                                                | Pierre Wazem        | Frederik Peeters             | Albertine Ralenti                   | Les Humanoïdes Associés |
| août      | La Théorie du grain de sable                                       | Benoît Peeters      | François Schuiten            |                                     | Casterman               |
| septembre | Chaabi, la Révolte t.1                                             | Richard Marazano    | Xavier Delaporte             |                                     | Futuropolis             |
| septembre | Trois Ombres                                                       | Cyril Pedrosa       | Cyril Pedrosa                |                                     | Delcourt                |
| septembre | Dans la colonie pénitentiaire                                      | Sylvain Ricard      | Maël                         | Albertine Ralenti                   | Delcourt                |
| octobre   | Chroniques birmanes                                                | Guy Delisle         | Guy Delisle                  |                                     |                         |
| octobre   | La Vie secrète des jeunes t.1                                      | Riad Sattouf        | Riad Sattouf                 |                                     | L'Association           |
| octobre   | Happy Living                                                       | Jean-Claude Götting | Jean-Claude Götting          |                                     | Delcourt                |
| octobre   | Les Aventures de Vick et Vicky t. 13 : Le Fantôme de Fort-la-Latte | Bruno Bertin        | Bruno Bertin                 | Laurent Lefeuvre                    | P’tit Louis             |
| octobre   | Sillage t. 10 : Retour de flammes                                  | Morvan              | Buchet                       | Buchet                              | Delcourt                |
| novembre  | Les six coups de Philadelphia                                      | Ulrich Scheel       | Ulrich Scheel                | N&B                                 | FLBLB                   |
| novembre  | Le Grand Mort t. 1 : Larmes d’abeille                              | Loisel et Djian     | Mallié                       | François Lapierre                   | Vents d'Ouest           |
| novembre  | Petite Histoire des colonies françaises t. 2 : L'Empire            | Grégory Jarry       | Otto T.                      | Otto T.                             | FLBLB                   |
| décembre  | De Gaulle à la plage                                               | Jean-Yves Ferri     | Jean-Yves Ferri              |                                     | Dargaud                 |

### Comics
| Sortie | Titre                                           | Scénariste       | Dessinateur | Coloriste | Éditeur |
| ------ | ----------------------------------------------- | ---------------- | ----------- | --------- | ------- |
| 9 mai  | Y : The Last Man t. 9 : Motherland (Terre mère) | Brian K. Vaughan | Pia Guerra  |           | Vertigo |

### Mangas
| Sortie     | Titre           | Scénariste  | Dessinateur   | Éditeur |
| ---------- | --------------- | ----------- | ------------- | ------- |
| 19 janvier | Death Note t. 1 | Tsugumi Ōba | Takeshi Obata | Kana    |

## Décès
- 1er janvier : Tiberio Colantuoni
- 30 janvier : Didier Lefèvre, co-auteur des trois tomes de la série Le Photographe
- 6 février : Robert Gigi
- 18 février : Bob Oksner, auteur de comics
- 7 avril : Johnny Hart
- 12 août : Mike Wieringo, dessinateur américain.
- 5 mars : Yvan Delporte, rédacteur en chef de l'hebdomadaire Spirou entre 1956 et 1968
- 6 mars : Lina Buffolente (née le 27 octobre 1924), dessinatrice italienne des séries de bande dessinée Gun Gallon et Homicron
- 12 mars : Arnold Drake
- 24 mars : Marshall Rogers, dessinateur de comics
- 7 avril : Johnny Hart, auteur de comics
- 15 avril : Brant Parker, auteur de comic strips
- 8 septembre : Alootook Ipellie, auteur de bande dessinée, illustrateur, écrivain et poète inuit ;
- 3 octobre : Manfred Sommer
- 5 novembre : Paul Norris, dessinateur américain.